# دهستان سرباز
دهستان سرباز نام دهستانی در بخش مرکزی شهرستان سرباز، استان سیستان و بلوچستان در ایران است. براساس سرشماری مرکز آمار ایران در سال ۱۳۹۵، جمعیت آن ۲۸۳۰۶ نفر (۷۱۲۹ خانوار) بوده‌است.